# أوزديمير باشا
كان أوزديمير باشا مستشارًا خاصًا للسلطان سليمان القانوني وأحد كبار قادته العسكريين الذين وسعوا حدود الإمبراطورية العثمانية، وهو والد القائد، الفاتح هو الآخر، عثمان باشا.

## مسيرته
التحق أوزديمير بالجيش العثماني عام 1517 حين كان برتبة يوزباشي (نقيب) في إيالة مصر، حيث عاش حياته باعتباره من أتراك مصر، أرسله والي سليمان باشا الخادم، قبل عودته النهائية إلى إسطنبول، إلى النيل بغرض الاستكشاف، ومن هنا بدأ تاريخه في الفتوحات.
تمكن أوزديمير من الاستيلاء على إريتريا والقسم الأكبر من الصومال وأجزاء واسعة من الحبشة المسيحية، إضافة إلى دول محلية كثيرة في السودان معظمها وثنية، وبدأت هذه بدفع الجزية إلى والي الحبشة الذي كان هو أوزديمير نفسه، بعد أن قرر الديوان السلطاني فصل مناطق إفريقيا المفتوحة من قبله بولاية مستقلة وعينه واليًا عليها.
كان أوزديمير باشا يتحرك بجيش قوامه 30 ألف جندي، منهم ألف إنكشاري من حملة البنادق، وستة آلاف متطوع من أتراك مصر، والبقية غالبيتهم من أبناء جنود الدولة المملوكية السابقة.
سار أوزديمير كذلك إلى اليمن، حيث واجه الإمام الزيدي واحتل صنعاء، ولم يلبث بعد ذلك أن اُستدعي من السلطان سليمان القانوني وبقي عنده سنوات عديدة بصفة مستشار سري لشؤون أفريقيا وجنوب الجزيرة العربية، قبل أن يعود إلى الحبشة.
عام 1562، وعن عمر 62 عامًا، توفي أوزديمير باشا في مصوع -التي كان اتخذها قاعدة له- بعد إصابته بمرض استوائي، ودفن في قبرٍ فخم شيده ابنه عثمان هناك، وخلف الأخير والده أميرًا لأمراء (بكلربك) إيالة الحبشة، وواصل على مدى ست سنوات منهج أبيه في الفتوحات قبل استدعائه إلى إسطنبول وتعيينه صدرًا أعظمًا في عهد مراد الثالث.